# حارة بير الغيداء (صنعاء)
حارة بير الغيداء هي إحدى حارات حي سبأ بمديرية شعوب إحد مديريات العاصمة اليمنية صنعاء، بلغ تعداد سكانها 325 نسمة حسب تعداد اليمن لعام 2004.